# Жимолость блакитна
Жи́молость блаки́тна, деревни́к блаки́тний, жи́молость голуба́ (Lonicera caerulea) — дерев'яниста рослина; вид роду жимолость родини жимолостеві.
Поширена в межах помірної зони всієї Північної півкулі. Росте в лісах, на прирічкових луках, в чагарниках.

## Опис
Листопадний кущ висотою до 2,5 м, з рудою продовгувато-розтрі́снутою корою, яка відшаровується.
Жимолость досить швидко росте (20—30 см/рік), тривалість життя — 20—30 років.
Листя еліптичне, майже сидячі, супротивні, 4—6 см довжиною і 3 см шириною.
Суцвіття в пазухах 1—3 пар нижніх листків. Квітки блідо-жовті, майже правильні, дзвоникува́ті. При́квітки шилоподібні або мечоподібні, довші чашечок.
Плід — продовгувато-еліптична темно-блакитна із сизим нальотом ягода. Ягоди їстівні і цінуються за ніжний аромат і гіркувато-кислий смак, що нагадує чорницю.

## Значення і застосування

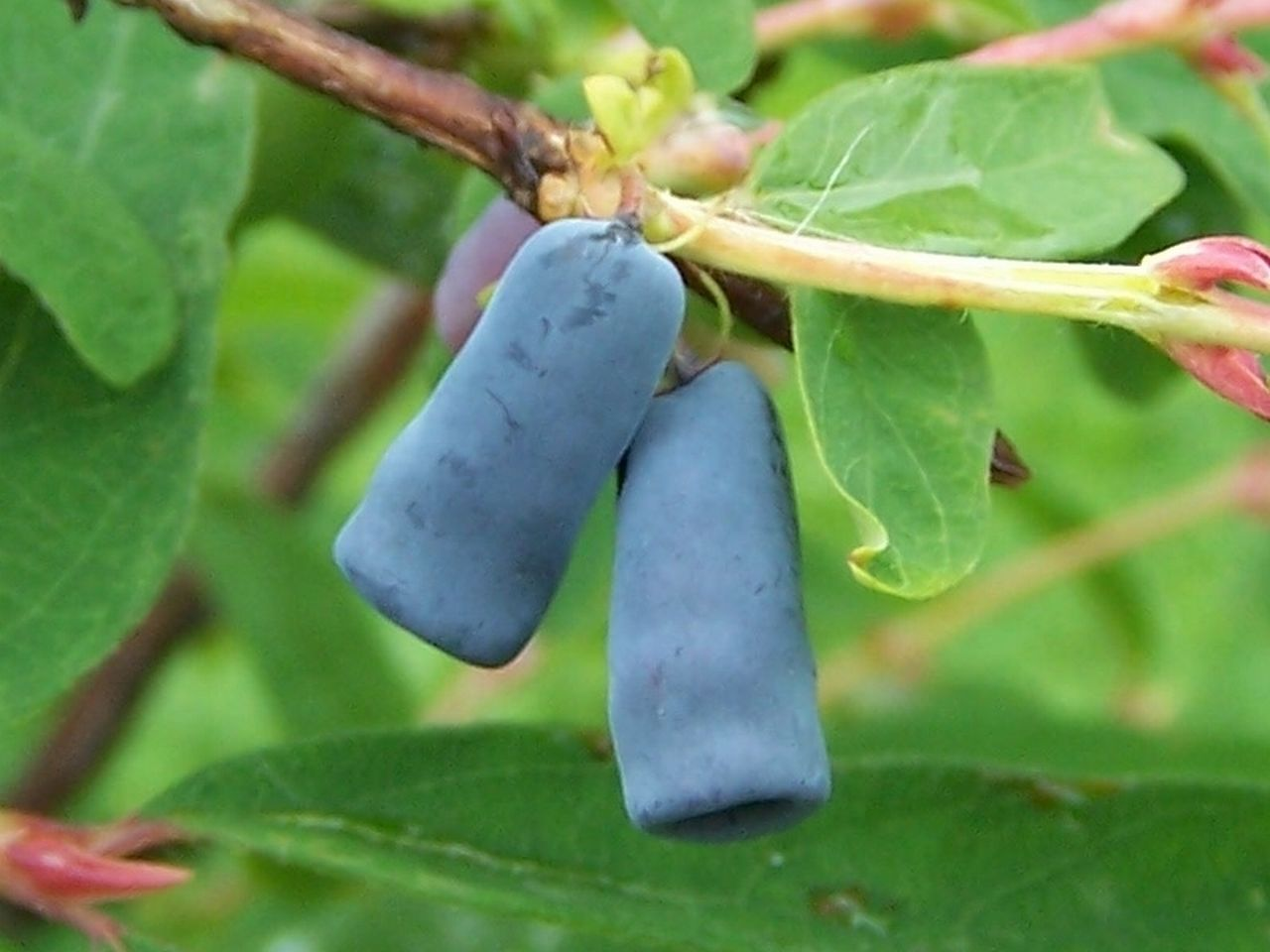
Вигляд плоду

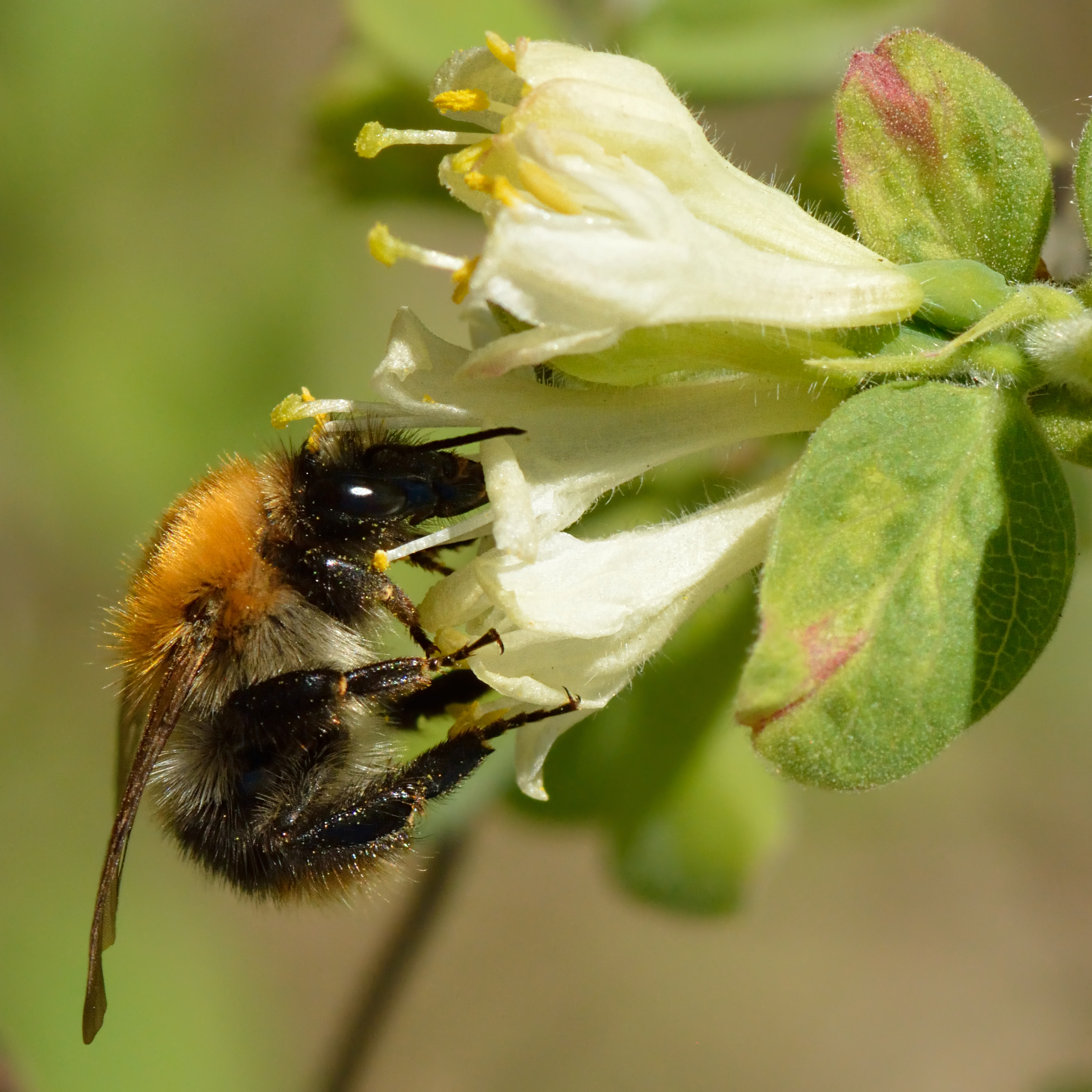

Рослина культивується в садах заради ягід і в декоративних цілях.
Дає медоносним бджолам багато нектару і пилку.
Її люблять за ранньолітній (вже на початку червня!) термін достигання ягід, зимостійкість до весняних заморозків (до мінус 8 градусів витримують квітки, бутони, зелені зав'язі), невимогливість до тепла в період вегетації. Дослідження біохімічного складу ягід за останні 25 років підтвердили дані про цінність, і навіть незамінність плодів жимолості для дієтичного і лікувального харчування.[джерело?] В плодах є 5-10 % цукрів, з них ¾ — глюкоза; 1,5-4,5 % кислот (до 90 % складає лимонна), до 0,8 % пектину. Є амінокислоти. Жимолость — справжня комора вітамінів і біологічно активних речовин. Аскорбінової кислоти (вітамін С) у 100 грамах плодів 30 — 50 мг, каротину, тіаміну (В1) 2800 мг. Є рибофлавін (В2), фолієва кислота (В9) і Р-активні речовини — найважливіші із біологічно активних речовин. У 100 грамах плодів 30-50 мг калію. Незалежно від місця вирощування в ягодах накопичується мідь і в малих дозах — цинк, стронцій, барій, йод. Плоди позитивно діють на серцево-судинну систему і компоненти крові.
Ягоди жимолості здавна використовувались в народній медицині. У травниках XIX ст. — рецепти для профілактики і лікування різних хвороб з використанням ягід, листя і квіток. Плоди рекомендувались для зміцнення капілярів при гіпертонії, кровотечах через крихкість кровоносних судин, при розладах шлунково-кишкового тракту, при лікуванні жовчного міхура, малярії. Є дані, що настій листя і квітки застосовували як дезинфікуючий і профілактичний засіб при лікуванні очей і горла.
Високовітамінні не тільки ягоди в свіжому вигляді, але й продукти переробки: варення, яке схоже за смаком на вишневе, компоти, зокрема й асорті із суницею, джем, сік, який при купажуванні зберігає свій інтенсивний червоно-рожевий колір навіть при розведенні в 20 разів. Ягоди жимолості можна заморожувати і сушити.
Серед переваг жимолості — легкість насіннєвого і вегетативного розмноження. Це допомогло швидко створити високоякісні сорти жимолості і розробити технологію її вирощування.
Кущі жимолості не придатні для створення односортових насаджень. Для отримання врожаю обов'язкове сумісне вирощування 3-4 сортів, як і при вирощуванні яблуні, вишні, сливи.

## Класифікація
Вид має 6 різновидностей та 2 підвиди:
Різновидності
- Lonicera caerulea var. altaica Pall.
- Lonicera caerulea var. cauriana (Fernald) B. Boivin
- Lonicera caerulea var. dependens (Regel ex Dippel) Rehder
- Lonicera caerulea var. edulis Turcz. ex Herder
- Lonicera caerulea var. emphyllocalyx (Maxim.) Nakai
- Lonicera caerulea var. villosa (Michx.) Torr. & A. Gray

Підвиди
- Lonicera caerulea subsp. kamtschatica (Sevast.) Gladkova[5]
- Lonicera caerulea subsp. stenantha (Pojark.) Hulten ex A.K.Skvortsov[6]